# Angela Steenbakkers
Angela Steenbakkers (née le 3 juin 1994 à Venlo) est une joueuse internationale néerlandaise de handball, évoluant au poste d'ailière gauche.

## Biographie
En décembre 2017, elle décroche une médaille de bronze lors du championnat du monde en remportant le match pour la troisième place face à la Suède.

## Palmarès

### En club
compétitions nationales
- championne des Pays-Bas en 2015 et 2016 (avec SV Dalfsen)

### En sélection
championnat du monde
- troisième du championnat du monde en 2017 en Allemagne